# Orchard Mesa
Orchard Mesa és una concentració de població designada pel cens dels Estats Units a l'estat de Colorado. Segons el cens del 2000 tenia 6.456 habitants.

## Demografia
Segons el cens del 2000, Orchard Mesa tenia 6.456 habitants, 2.421 habitatges, i 1.849 famílies. La densitat de població era de 464,2 habitants per km².
Dels 2.421 habitatges en un 36% hi vivien nens de menys de 18 anys, en un 63,6% hi vivien parelles casades, en un 8,7% dones solteres, i en un 23,6% no eren unitats familiars. En el 19% dels habitatges hi vivien persones soles el 7,3% de les quals corresponia a persones de 65 anys o més que vivien soles. El nombre mitjà de persones vivint en cada habitatge era de 2,66 i el nombre mitjà de persones que vivien en cada família era de 3,03.
Per edats la població es repartia de la següent manera: un 27,3% tenia menys de 18 anys, un 7,2% entre 18 i 24, un 29,4% entre 25 i 44, un 24,1% de 45 a 60 i un 12% 65 anys o més.
L'edat mediana era de 37 anys. Per cada 100 dones de 18 o més anys hi havia 95,8 homes.
La renda mediana per habitatge era de 40.885 $ i la renda mediana per família de 45.802 $. Els homes tenien una renda mediana de 30.589 $ mentre que les dones 23.775 $. La renda per capita de la població era de 17.293 $. Entorn del 4,6% de les famílies i el 5,8% de la població estaven per davall del llindar de pobresa.

## Poblacions més properes
El següent diagrama mostra les poblacions més properes.